# ABA Liga 2008-2009
La ABA Liga 2008-2009 fu l'8ª edizione della Lega Adriatica. La vittoria finale fu ad appannaggio dei serbi del Partizan Belgrado sui croati del Cibona Zagabria.
Novica Veličković, del Partizan Belgrado, venne nominato MVP della finale.

## Squadre partecipanti
Serbia
- FMP Železnik
- Stella Rossa
- Hemofarm Vršac
- Partizan
- Vojvodina

 Croazia
- Cibona Zagabria
- Spalato
- KK Zagabria
- Zara

 Slovenia
- Olimpija Lubiana
- Helios Domžale
- Krka Novo mesto

 Bosnia ed Erzegovina
- Bosna

 Montenegro
- Budućnost

## Regular season

### Classifica
|     | Squadre                     | V  | P  | Pt | PF   | PS   | Dif  |
| --- | --------------------------- | -- | -- | -- | ---- | ---- | ---- |
| 1.  | Partizan Belgrado           | 23 | 3  | 49 | 1966 | 1771 | 195  |
| 2.  | Cibona Zagabria             | 19 | 7  | 45 | 2088 | 1945 | 143  |
| 3.  | Hemofarm STADA Vršac        | 19 | 7  | 45 | 2082 | 1987 | 95   |
| 4.  | Stella Rossa Belgrado       | 19 | 7  | 45 | 2010 | 1913 | 97   |
| 5.  | Zadar                       | 17 | 9  | 43 | 2139 | 1935 | 204  |
| 6.  | Budućnost m:tel             | 15 | 11 | 41 | 2017 | 1972 | 45   |
| 7.  | Bosna ASA BH TELECOM        | 11 | 15 | 37 | 2025 | 2062 | -37  |
| 8.  | FMP Železnik                | 10 | 16 | 36 | 2071 | 2094 | -23  |
| 9.  | Union Olimpija              | 10 | 16 | 36 | 1981 | 1999 | -18  |
| 10. | Spalato Croatia osiguranje  | 10 | 16 | 36 | 1899 | 2014 | -115 |
| 11. | Krka Novo Mesto             | 9  | 17 | 35 | 1897 | 2041 | -144 |
| 12. | Helios Domžale              | 8  | 18 | 34 | 1897 | 2010 | -113 |
| 13. | Zagabria Croatia osiguranje | 8  | 18 | 34 | 1983 | 2100 | -117 |
| 14. | Vojvodina Srbijagas         | 4  | 22 | 30 | 1967 | 2179 | -212 |

### Statistiche
| Categoria                    | Giocatore      | Squadra                     | Statistiche |
| ---------------------------- | -------------- | --------------------------- | ----------- |
| Punti per partita            | Dragan Labović | FMP Železnik                | 18,0        |
| Rimbalzi per partita         | Ante Tomić     | Zagabria Croatia osiguranje | 8,6         |
| Assist per partita           | Rok Stipčević  | Zadar                       | 4,5         |
| Palle rubate per partita     | Eddie Shannon  | Spalato Croatia osiguranje  | 2,35        |
| Stoppate per partita         | Mirza Begić    | Union Olimpija              | 2,2         |
| Percentuale di realizzazione | Toni Dijan     | Zagabria Croatia osiguranje | 71,7        |
| Percentuale tiri liberi      | Simon Petrov   | Krka Novo Mesto             | 96,7        |
| Percentuale tiri da tre      | Marko Šutalo   | Vojvodina Srbijagas         | 52,0        |

## Final four
|  | Semifinali | Semifinali            | Semifinali |                 |    | Finale            | Finale | Finale |  |
|  |            |                       |            |                 |    |                   |        |        |  |
|  | 1          | Partizan Belgrado     | 64         |                 |    |                   |        |        |  |
|  | 1          | Partizan Belgrado     | 64         |                 |    |                   |        |        |  |
|  | 4          | Stella Rossa Belgrado | 58         |                 |    |                   |        |        |  |
|  | 4          | Stella Rossa Belgrado | 58         |                 | 1  | Partizan Belgrado | 63     |        |  |
|  |            |                       |            |                 | 1  | Partizan Belgrado | 63     |        |  |
|  |            |                       | 2          | Cibona Zagabria | 49 |                   |        |        |  |
|  | 3          | Hemofarm STADA Vršac  | 2          | Cibona Zagabria | 49 | 65                |        |        |  |
|  | 3          | Hemofarm STADA Vršac  |            |                 |    |                   |        |        |  |
|  | 2          | Cibona Zagabria       | 77         |                 |    |                   |        |        |  |

| Lega Adriatica 2008-2009    |
| --------------------------- |
| Partizan Belgrado 3º titolo |

## Squadra vincitrice
| N° | Naz.                  | Ruolo | Sportivo            |  | Alt. |  |
| -- | --------------------- | ----- | ------------------- |  | ---- |  |
| 5  | Serbia (bandiera)     | G     | Milenko Tepić       |  | 202  |  |
| 8  | Serbia (bandiera)     | AG    | Strahinja Milošević |  | 203  |  |
| 10 | Serbia (bandiera)     | P     | Aleksandar Rašić    |  | 195  |  |
| 11 | Serbia (bandiera)     | G     | Uroš Tripković      |  | 197  |  |
| 12 | Serbia (bandiera)     | AG    | Novica Veličković   |  | 205  |  |
| 13 | Gabon (bandiera)      | AG    | Stéphane Lasme      |  | 203  |  |
| 14 | Serbia (bandiera)     | P     | Vukašin Aleksić     |  | 182  |  |
| 15 | Serbia (bandiera)     | AP    | Čedomir Vitkovac    |  | 201  |  |
| 20 | Serbia (bandiera)     | G     | Petar Božić         |  | 197  |  |
| 22 | Montenegro (bandiera) | AG    | Žarko Rakočević     |  | 204  |  |
| 24 | Rep. Ceca (bandiera)  | AG    | Jan Veselý          |  | 211  |  |
| 33 | Montenegro (bandiera) | C     | Slavko Vraneš       |  | 229  |  |
|    | Montenegro (bandiera) | All.  | Duško Vujošević     |  |      |  |

## Premi e riconoscimenti
- ABA Liga MVP:  Ante Tomić,  KK Zagabria
- ABA Liga Finals MVP:  Novica Veličković,  Partizan Belgrado